# إد مولاي علي (تليليت)
إد مولاي علي هو دُوَّار يقع بجماعة إمسوان، عمالة أكادير إدا وتنان، جهة سوس ماسة في المملكة المغربية. ينتمي الدوّار لمشيخة تليليت التي تضم 5 دواوير. يقدر عدد سكانه بـ 740 نسمة حسب الإحصاء الرسمي للسكان والسكنى لسنة 2004.

## روابط خارجية
- البوابة الوطنية للجماعات الترابية
- المندوبية السامية للتخطيط